# 쿠웨이트 급수탑
쿠웨이트 급수탑은 쿠웨이트시티에 있는 주요 급수탑 33개를 통틀어 일컫는 말이다. 1976년에 완공됐다.

## 디자인과 건설
1965년 쿠웨이트 정부는 스웨덴의 엔지니어링 회사인 VBB (1997년부터는 현 스웨코)에게 쿠웨이트 시에 근대식 급수 체계 계획을 개발 및 시행할 것을 의뢰했다. 수네 린스트룀이 설계한 이 급수탑은 다섯 무리의 급수탑, 총합 30개였으며 VBB는 건설 당시 급수탑을 '버섯 타워'라고 불렀다. 급수탑은 강화 콘크리트로 지었고 각 급수탑당 수용치는 3,000세제곱미터였다. 각 급수탑 무리는 번호와 높이, 장식과 색깔로 구분되며 해당 지구의 랜드마크가 되고 있다.
여섯 번째 부지에 급수탑을 짓는 과정에서 쿠웨이트의 아미르였던 자베르 알 아흐메드 왕자는 조금 더 멋진 디자인을 원했다. 이렇게 지어진 마지막 급수탑들은 바로 쿠웨이트 타워이다. 세 타워로 구성된 쿠웨이트 타워 중에서 둘은 급수탑으로도 이용되고 있으며, 담수 시설에서 타워까지 물이 끌어올라가는 식으로 되어 있다.
이들 급수탑 33개의 기준 수용치를 모두 합하면 총 102,000세제곱미터이다. 한편으로 '워터 타워 (The Water Towers)'란 이름으로 쿠웨이트 타워와 쿠웨이트 급수탑들이 1980년에 아가 칸 건축상을 수상하기도 했다.

## 참고 문헌
- Kultermann, Udo, 1999. Contemporary architecture in the Arab states: Renaissance of a region. New York; London: McGraw-Hill. ISBN 0-07-036831-7
- Kultermann, Udo, 1981. Kuwait Tower. Malene Bjorn's work in Kuwait. MIMAR: Architecture in Development, 1981:2. p 40-41. Hasan-Uddin Khan, ed. Singapore: Concept Media Ltd. ISSN 0129-8372
- Water Towers, 1983. In: Renata Holod, editor; Darl Rasdorfer, associate editor. 1983. Architecture and Community: building in the Islamic world today: the Aga Khan Award for Architecture. p.173-181. Millerton: Aperture; Oxford: Phaidon. ISBN 0-89381-123-8
- Arkitekturmuseets tidning. (Sweden) 2008. nr.9. p.48-49 ISBN 978-91-633-3920-2
- Aga Khan Award for Architecture. Retrieved 5 August 2012